# Myriotrochus
Myriotrochus is een geslacht van zeekomkommers uit de familie Myriotrochidae.

## Soorten
Ondergeslacht Myriotrochus
- Myriotrochus antarcticus Smirnov & Bardsley, 1997
- Myriotrochus eurycyclus Heding, 1935
- Myriotrochus giganteus A.H. Clark, 1920
- Myriotrochus hesperides O'Loughlin & Manjón-Cabeza, 2009
- Myriotrochus longissimus Belyaev, 1970
- Myriotrochus macquoriensis Belyaev & Mironov, 1981
- Myriotrochus mitis Belyaev, 1970
- Myriotrochus mitsukurii Ohshima, 1915
- Myriotrochus nikiae O'Loughlin & VandenSpiegel, 2010
- Myriotrochus rinkii Steenstrup, 1851
- Myriotrochus theeli Östergren, 1905

Ondergeslacht Oligotrochus
- Myriotrochus bathybius A.H. Clark, 1920
- Myriotrochus clarki Gage & Billett, 1986
- Myriotrochus meteorensis Bohn, 2005
- Myriotrochus neocaledonicus Smirnov, 1999
- Myriotrochus rotulus Smirnov, 1999
- Myriotrochus vitreus (Sars, 1866)